# National Football League 2010 (Figi)
La NewWorld National Football League 2010 è stata la 34ª edizione del massimo campionato di calcio delle Figi chiamata anche Fiji Sun/Weet-Bix National Football League. La stagione è iniziata sabato 19 febbraio 2010. Le gare si sono disputate alternatamente in andata e ritorno fra le 11 squadre al sabato e alla domenica.
Il vincitore si è qualificato per la competizione continentale per club, la OFC Champions League. L'ultima classifica ha giocato a fine anno i play-out contro la vincente della seconda divisione.

## Squadre partecipanti
| Club                | Città    | Stadio               | Capacità | Stagione 2009                |
| ------------------- | -------- | -------------------- | -------- | ---------------------------- |
| Ba                  | Ba       | Govind Park          | 13.500   | 3º National Football League  |
| Labasa              | Labasa   | Subrail Park         | 10.000   | 7º National Football League  |
| Lautoka             | Lautoka  | Churchill Park       | 18.000   | 1º National Football League  |
| Nadi                | Nadi     | Prince Charles Park  | 10.000   | 8º National Football League  |
| Nadroga             | Sigatoka | Lawaqa Park          | 12.000   | 5º National Football League  |
| Nasinu              | Nasinu   | Nasinu Park          | 1.000    | 10º National Football League |
| Navua               | Navua    | Thomson Park         | 1.000    | 2º National Football League  |
| Olympians/Fiji U-20 | Suva     | TFL National Stadium | 15.000   | 6º National Football League  |
| Rewa                | Nausori  | Ratu Cakobau Park    | 8.000    | 6º National Football League  |
| Suva                | Suva     | TFL National Stadium | 15.000   | 4º National Football League  |
| Tavua               | Tavua    | Garvey Park          | 1.000    | 9º National Football League  |

## Classifica
|  |     | NewWorld National Football League 2010 | Pt | G  | V  | N | P  | GF | GS | DR  |
|  | --- | -------------------------------------- | -- | -- | -- | - | -- | -- | -- | --- |
|  | 1.  | Ba                                     | 51 | 20 | 17 | 0 | 3  | 72 | 16 | +56 |
|  | 2.  | Lautoka                                | 50 | 20 | 16 | 2 | 2  | 74 | 15 | +59 |
|  | 3.  | Navua                                  | 44 | 20 | 14 | 2 | 4  | 35 | 16 | +19 |
|  | 4.  | Rewa                                   | 31 | 20 | 9  | 4 | 7  | 31 | 21 | +10 |
|  | 5.  | Olympians/Fiji U-20                    | 30 | 20 | 9  | 3 | 8  | 23 | 40 | -17 |
|  | 6.  | Labasa                                 | 24 | 20 | 7  | 3 | 10 | 21 | 42 | -21 |
|  | 7.  | Suva                                   | 23 | 20 | 7  | 2 | 11 | 24 | 28 | -4  |
|  | 8.  | Nadi                                   | 21 | 20 | 6  | 3 | 11 | 20 | 33 | -13 |
|  | 9.  | Nadroga                                | 14 | 20 | 3  | 5 | 12 | 18 | 42 | -24 |
|  | 10. | Tavua                                  | 14 | 20 | 4  | 2 | 14 | 24 | 57 | -33 |
|  | 11. | Nasinu                                 | 12 | 20 | 3  | 3 | 14 | 20 | 53 | -33 |